# (3599) Basov
(3599) Basov es un asteroide perteneciente al cinturón de asteroides, descubierto el 8 de agosto de 1978 por Nikolái Stepánovich Chernyj desde el Observatorio Astrofísico de Crimea (República de Crimea).

## Designación y nombre
Designado provisionalmente como 1978 PB3. Fue nombrado Basov en honor al físico soviético ruso Nikolái Básov.